# Circuito Radiovisión
Circuito Radiovisión fue una cadena de emisoras de radio AM de Venezuela. Formaba parte de la Organización Cisneros.

## Historia
El 31 de mayo de 1974 se fundó Radiovisión 950 AM en Caracas. Anteriormente Radiovisión 950 AM se llamaba Ondas Populares y había sido creada por el radiodifusor Gonzalo Veloz Mancera el 8 de diciembre de 1935. La Organización Cisneros adquirió emisoras de radio en otras ciudades venezolanas para la formación del circuito. Rodolfo Rodríguez García, miembro de la Organización Cisneros, fue uno de los fundadores del circuito; así como su director. El Circuito Radiovisión se disolvió a finales de la década de 1980 y las radioemisoras cambiaron de dueños.
En los años 80 conformaban el circuito radial de los Tiburones de La Guaira hasta 1989.

## Frecuencias
Fuente:
| Estado           | Ciudad                    | Nombre de emisora        | Frecuencia AM | Potencia (KWs) | Observación |
| ---------------- | ------------------------- | ------------------------ | ------------- | -------------- | --- |
| Aragua           | Maracay                   | Radiovisión 650          | 650           | 50             | En 1990 pasa a llamarse Aragüeña 650 transmitiendo música criolla. Actualmente fuera del aire.                                                                                       |
| Bolívar          | Upata                     | Radiovisión Guayana      | 820           |                | Fuera del aire |
| Carabobo         | Valencia                  | Radiovisión 810          | 810           | 10             | En 1990 pasa a llamarse simplemente Radio 810. En 2004 cesa sus transmisiones. |
| Delta Amacuro    | Tucupita                  | Radiovisión Tucupita     | 1270          |                | |
| Distrito Federal | Caracas                   | Radiovisión 950          | 950           | 100            | En 1990 se llamaba simplemente Rumba 950. Actualmente se denomina Radio Popular conformando su propio circuito. Actualmente fuera del aire.                                          |
| Falcón           | Puerto Cumarebo           | Radiovisión Falcón       | 1350          | 5              | |
| Lara             | Cabudare                  | Radiovisión Lara         | 1390          | 10             | Luego pasó a llamarse Radio Terepaima o Radio Super Criolla hasta 2001 cuando salió del aire.                                                                                        |
| Nueva Esparta    | Porlamar                  | Radiovisión Oriente      | 720           | 10             | En 1990 cambia su nombre a Radio Felicidad. Luego, en 1995 pasa a llamarse Radio Oriente y desde 1999 pasa a formar parte del Circuito Radio Venezuela. Actualmente fuera del aire . |
| Táchira          | San Cristóbal             | Radiovisión 860          | 860           | 10             | |
| Trujillo         | Isnotú                    | Radiovisión Andina       | 1310          | 5              | |
| Zulia            | Caja Seca                 | Radiovisión Sur del Lago | 1350          | 5              | |
| Zulia            | Las Morochas              | Radiovisión Regional     | 1330          | 5              | |
| Zulia            | Machiques                 | Radiovisión Machiques    | 1090          | 10             | |
| Zulia            | Maracaibo                 | Radiovisión Marabina     | 1420          | 10             | |
| Zulia            | Los Puertos de Altagracia | Radiovisión Alegre       | 1450          | 5              | |